# АНТ-44
АНТ-44 (також МТБ-2 від рос. морской тяжёлый бомбардировщик) — радянський важкий морський бомбардувальник. Розроблявся в 1930-ті роки, серійно не випускався.

## Історія літака
У грудні 1934 року Рада Праці та Оборони ухвалила рішення про розробку важкого гідролітака для потреб ВМФ. Він мав виконувати роль важкого бомбардувальника, далекого розвідника та транспортного літака, призначеного для перевезення 35-40 осіб.
Тактико-технічні вимоги розроблені Управлінням ВПС вказувалося, що літак повинен бути призначений для ведення бойових дій на всіх морських територіях СРСР і повинен виконувати такі завдання: бомбардування баз і бойових суден противника, далека та нічна розвідка у відкритому морі та на узбережжі противника, транспортування людей та боєприпасів, літак повинен базуватися та працювати з необладнаних гідроаеродромів, літак повинен здійснювати польоти у будь-який час дня та ночі незалежно від погодних умов, літак веде повітряний бій з використання власного озброєння, повинен здійснювати посадку у відкритому морі та мати максимальну непотоплюваність у разі пошкодження днища.
Вимоги до льотних і бойових характеристик були такі: максимальна швидкість на висоті 4000 м — 300 км/год, посадкова швидкість — 90-100 км/год, стеля — 7000-7500 м, дальність з однієї тонною бомб — 1300-1350 км, максимальна дальність — 1600-1800 км, екіпаж — 6 осіб, здатність здійснювати зліт і посадку при хвилі висотою 1-1,5 м і швидкістю вітру 7-10 м/с, конструкція суцільнометалева з антикорозійним покриттям, озброєння кулемети та гармата.
Перший сухопутний політ пройшов 19 квітня 1937 року, а з води Хімкинського водосховища — 1 листопада 1937 року. За цей час літак здійснив 43 посадки на сухопутному шасі та 10 посадок на воду. Потім літак переправили до Севастополя для продовження заводських та військових випробувань. У лютому 1939 року перший літак було пошкоджено й він затонув. До моменту аварії перший експериментальний МТБ-2 налітав понад 216 годин та здійснив 194 посадки. Випробування показали, що потужні гідролітаки необхідні для озброєння радянської морської авіації. Другий літак МТД-2Д був побудований в червні 1938 року. Після проходження додаткових випробувань військового обладнання літак був прийнятий на озброєння морської авіації як важкий бомбардувальник і далекий розвідник. Попри позитивні відгуки, питання про серійне виробництво затягувалося у зв'язку з відсутністю відповідної виробничої бази.
Літак МТД-2Д брав участь у бойових діях у Другій Світовій війні, всього було здійснено 80 бойових вильотів. Було виконано бомбардування німецьких аеродромів та ворожих військ у районі Одеси. У жовтні 1941 р. МТД-2Д успішно атакував Бухарест. Після падіння Севастополя літак перевели до Геленджика. Однак 8 серпня 1942 року при зльоті в Геленжицькій бухті через помилку пілота машина не змогла набрати достатню висоту і розбилася. У катастрофі вцілів лише один пілот, решта з шістьох членів екіпажу загинули. Версія про втрату літака внаслідок атаки німецького винищувача, яка має деяке поширення в літературі, не вірна.

## Конструкція
Літак був гідролітаком човнового типу з суцільнометалевим корпусом і крилом типу «чайка».
Корпус літака був човен з широкою площею днища, яке мало додаткові обводи. Силова установка – чотири двигуни М-85 потужністю по 950 л. с. Двигуни були закріплені на передній кромці крила. Озброєння — два кулемети та дві автоматичні гармати. Загальна вага бомб до 2000 кг. Спочатку літак мав можливість посадки на сушу, але надалі колеса були демонтовані, що зробило літак човном, що літає. Екіпаж 6-7 осіб.

## Льотно-технічні характеристики
Технічні характеристики
- Екіпаж : 6-7 чол.
- Довжина : 21,94 м
- Розмах крила : 36,45 м
- Висота : 7,88 м
- Площа крила: 146,70 м²
- Маса порожнього: 12000 кг
- Нормальна злітна вага: 19000 кг
- Максимальна злітна маса : 21000 кг
- Силова установка : 4 × ПД М-87А
- Потужність двигунів: 4×950 л. с.

Льотні характеристики
- Максимальна швидкість:
  - На рівні моря: 365 км/год
  - У повітрі: 351 км/год
- Крейсерська швидкість : 320 км/год
- Практична дальність: 2500 км
- Перегінна дальність: 4500 км
- Практична стеля : 7100 м
- Швидкопідйомність : 230 м/хв

Озброєння
- 2×20-мм гармати ШВАК
- 2×7,62-мм кулемети ШКАС